# Campylopus carolinae
Campylopus carolinae là một loài Rêu trong họ Dicranaceae. Loài này được Grout mô tả khoa học đầu tiên năm 1939.